# Ангулоя
Ангуло́я (лат. Anguloa) — род многолетних травянистых растений, включённый в трибу Максилляриевые (Maxillarieae) семейства Орхидные (Orchidaceae).

## Название
Научное название рода было дано ему в 1794 году испанскими ботаниками И. Руисом Лопесом и Х. Павоном. Оно образовано от фамилии Франсиско де Ангуло.

## Ботаническое описание
Представители рода — многолетние эпифитные или наземные травянистые растения с коротким стеблем и немногочисленными листьями.
Цветок одиночный, на конце стебля, заметный, обычно поникающий, на прямостоячей стрелке. Чашечка состоит из широких, почти равных чашелистиков. Венчик из сходных по размерам с чашелистиками лепестков, с трёхдольчатой губой. Колонка прямая, расширенная к основанию. Клинандриум притупленный, с двумя треугольно-ланцетовидными отростками. Поллинии в количестве 4.
Плод — прямая коробочка.

## Ареал
Ангулоя — исключительно южноамериканский род, все виды которого произрастают в Венесуэле, Колумбии, Эквадоре и Перу.

## Таксономия
|  |                                      |  |                                                         |                                                         |                    |  | ещё 13 семейств (согласно Системе APG III) |                     |                     |         |
|  |                                      |  |                                                         |                                                         |                    |  |                                            |                     |                     | 9 видов |
|  |                                      |  |                                                         | порядок Спаржецветные                                   |                    |  |                                            |                     | род Ангулоя         |         |
|  |                                      |  |                                                         | порядок Спаржецветные                                   |                    |  |                                            |                     | род Ангулоя         |         |
|  | отдел Цветковые, или Покрытосеменные |  |                                                         |                                                         | семейство Орхидные |  |                                            |                     |                     |         |
|  | отдел Цветковые, или Покрытосеменные |  |                                                         |                                                         |                    |  |                                            |                     |                     |         |
|  |                                      |  | ещё 58 порядков цветковых растений (по Системе APG III) | ещё 58 порядков цветковых растений (по Системе APG III) |                    |  |                                            | ещё около 880 родов | ещё около 880 родов |         |
|  |                                      |  |                                                         | ещё 58 порядков цветковых растений (по Системе APG III) |                    |  |                                            |                     | ещё около 880 родов |         |

### Виды
По информации базы данных The Plant List (2013), род включает 13 видов
.
- Anguloa brevilabris Rolfe, 1915
- Anguloa cliftonii Rolfe, 1910 — Ангулоя Клифтона
- Anguloa clowesii Lindl., 1844 — Ангулоя Клоуза
- Anguloa dubia Rchb.f., 1882
- Anguloa eburnea Linden ex B.S.Williams, 1868
- Anguloa hohenlohii C.Morren, 1853
- Anguloa tognettiae Oakeley, 1999
- Anguloa uniflora Ruiz & Pav., 1798 — Ангулоя одноцветковая
- Anguloa virginalis Linden ex B.S.Williams, 1862